# Grun-Bordas
Grun-Bordas är en kommun i departementet Dordogne i regionen Nouvelle-Aquitaine i sydvästra Frankrike. Kommunen ligger i kantonen Vergt som tillhör arrondissementet Périgueux. År 2022 hade Grun-Bordas 247 invånare.

## Befolkningsutveckling
Antalet invånare i kommunen Grun-Bordas
Referens:INSEE